# Luca Paolini

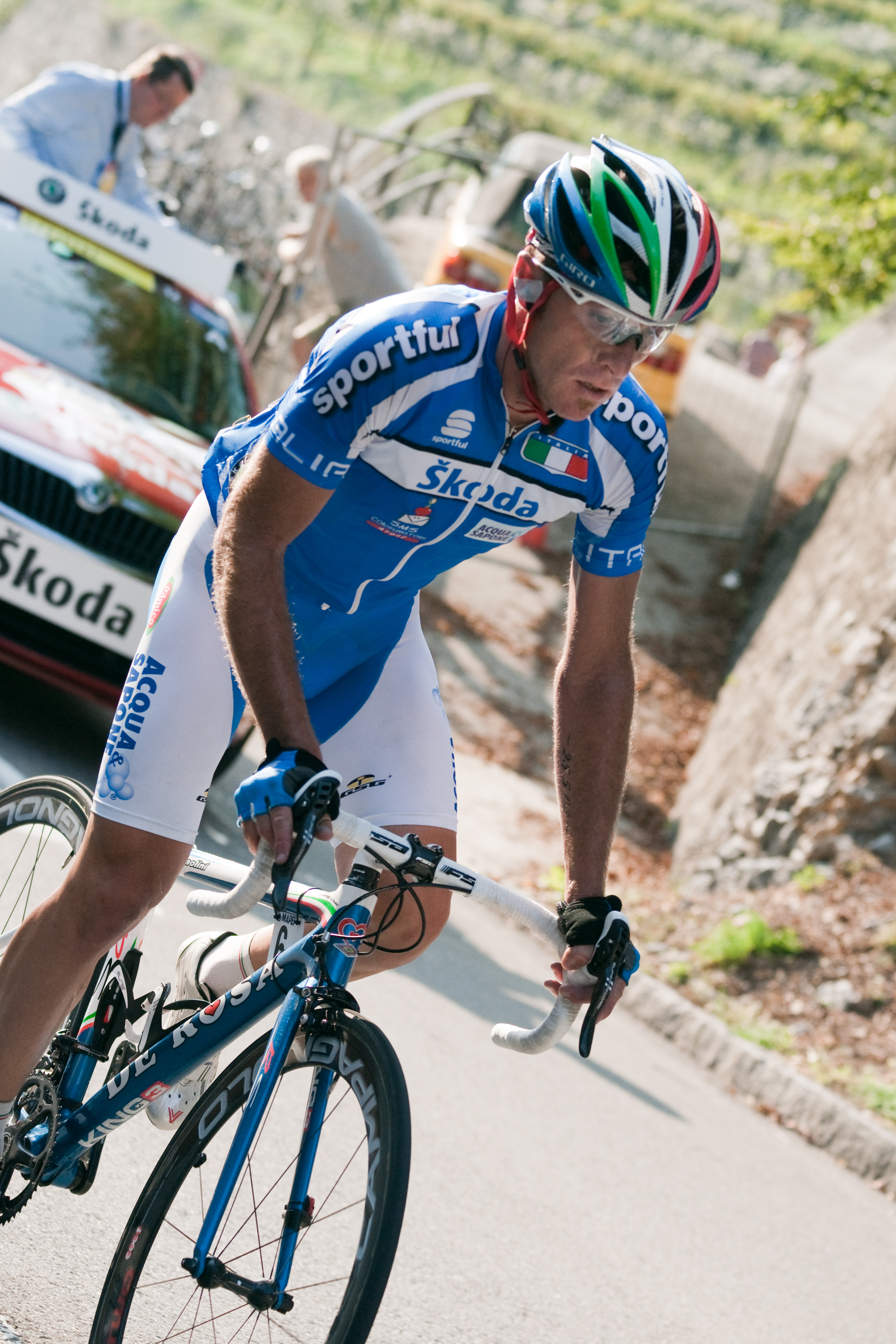
Luca Paolini no Campeonato Mundial de 2009, em Mendrisio

Luca Paolini (Milão, 17 de janeiro de 1977) é um ciclista profissional italiano que participa de competições de ciclismo de estrada.